# ŽOK Jedinstvo Brčko
Le ŽOK Jedinstvo Brčko est un club féminin bosniaque de volley-ball fondé en 1946 et basé à Brčko, évoluant pour la saison 2024-2025 en Premijer liga.

## Palmarès
- Championnat de Bosnie-Herzégovine
  - Vainqueur : 2007, 2008, 2009, 2010, 2011, 2012, 2013, 2014, 2015, 2016, 2017, 2018, 2019.
  - Finaliste : 2006.
- Coupe de Bosnie-Herzégovine
  - Vainqueur : 2007, 2008, 2009, 2010, 2011, 2013, 2015, 2016, 2017[2]2018[3]2019.
  - Finaliste : 2014.